# Linaküla
Linaküla är en ort på Kynö (estniska: Kihnu) i sydvästra Estland. Den ligger i Kynö kommun och i landskapet Pärnumaa, 150 km söder om huvudstaden Tallinn. Antalet invånare är 119.
Terrängen runt Linaküla är mycket platt.